# Okres Mezőkovácsháza
Okres Mezőkovácsháza (maďarsky Mezőkovácsházai járás) je okres v Maďarsku v župě Békés. Jeho správním centrem je město Mezőkovácsháza.

## Sídla
Města
- Battonya
- Medgyesegyháza
- Mezőhegyes
- Mezőkovácsháza

Městyse
- Dombegyház
- Kevermes

Obce
- Almáskamarás
- Dombiratos
- Kaszaper
- Kisdombegyház
- Kunágota
- Magyarbánhegyes
- Magyardombegyház
- Medgyesbodzás
- Nagybánhegyes
- Nagykamarás
- Pusztaottlaka
- Végegyháza